# Michael Storper
Michael Storper, né en 1954, est un géographe économique et urbain franco-américain qui enseigne à l'université de Californie (UCLA), à Sciences Po Paris et à la London School of Economics. Il est lauréat en 2022 du Prix Vautrin-Lud, qui constitue la plus haute distinction en géographie.

## Biographie

### Jeunesse et études
Michael Storper obtient un baccalauréat en sociologie et histoire en 1975, suivi d'une maîtrise en 1979 et d'un doctorat en géographie en 1982 soutenu à l'université de Californie à Berkeley. 

### Parcours professionnel
Il est professeur à l'université de Californie (UCLA), à la London School of Economics, et est professeur émérite à l'Institut d'études politiques de Paris. Actif au sein de cette dernière école, il fait partie à partir de 2004 du  comité des acquisitions de la bibliothèque de Sciences Po. 
Michael Storper publie couramment dans des revues de géographie, de sociologie, d'études urbaines, d'économie et d'études sur le développement. 
Il vit à Los Angeles et à Paris, d'où il se rend en train à Londres pour enseigner à la LSE.

## Débats
Dans un article de 2020 co-écrit avec Andrés Rodríguez-Pose (en), Storper fait valoir, contrairement à la plupart des recherches existantes, que les réglementations de zonage n'ont aucun impact sur les prix des logements. En réponse à cet article, plusieurs professeurs d'urbanisme de l'UCLA Luskin font valoir que l'article déforme les recherches existantes et tire des conclusions erronées à partir des données. 

## Récompenses
Michael Storper est membre de la British Academy et membre de l'Academy of Social Sciences du Royaume Uni. Il a reçu un doctorat honoris causa de l'université d'Utrecht en 2008, le prix Sir Peter Hall de la Regional Studies Association en 2012, la Médaille d'Or de la Royal Geographical Society en 2016, les Distinguished Scholarship Honors de l'American Association of Geographers en 2017, et le Becattini Prize for Industry Political Economy (Italie), en 2021. 

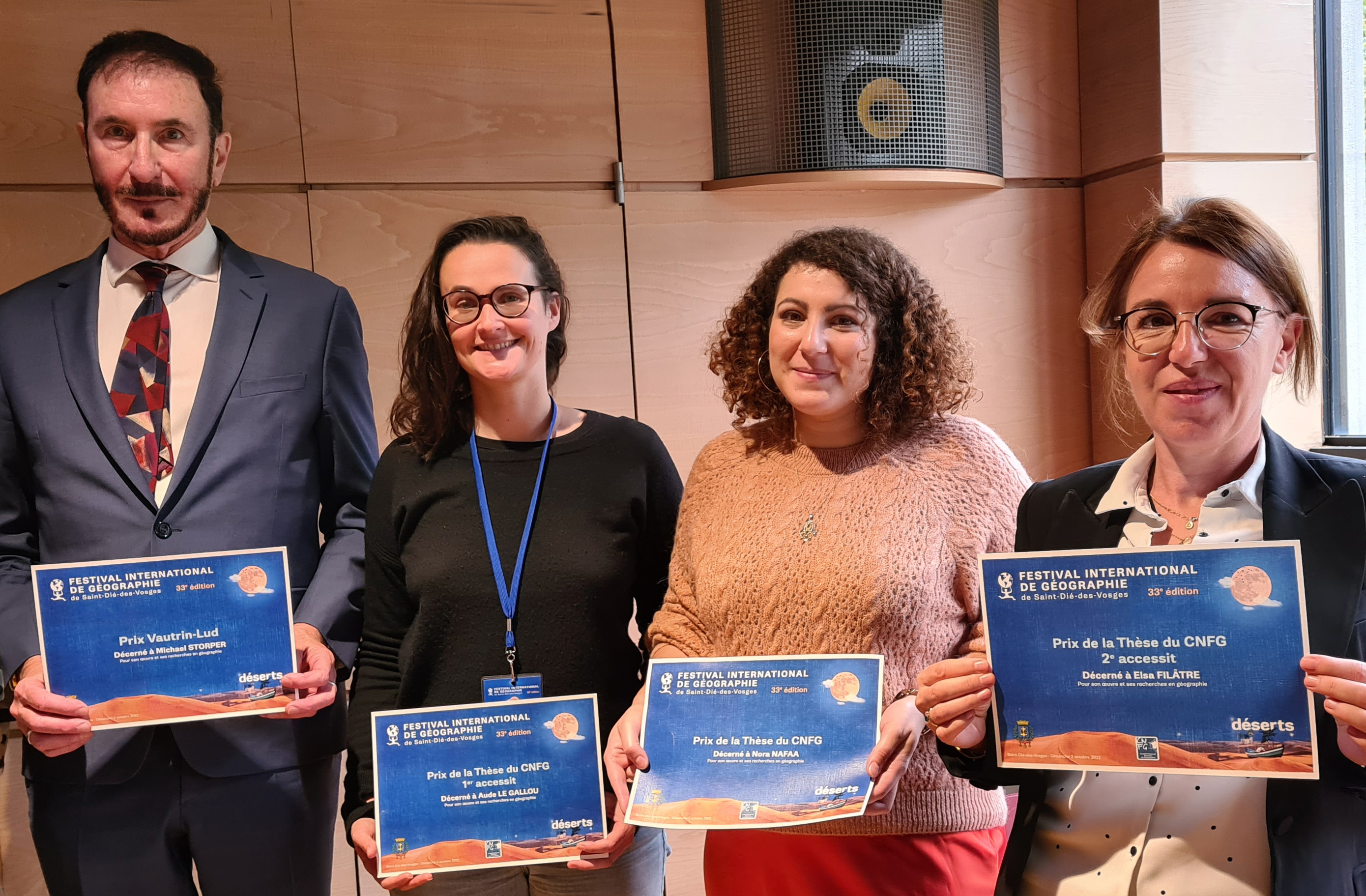
Michael Storper au Festival International de Saint-Dié-des-Vosges, avec Aude Le Gallou, Nora Nafaa et Elsa Filâtre (prix de la thèse du CNFG)

En 2014, il est nommé par Thomson Reuters comme l'un des « esprits scientifiques les plus influents au monde » du XXIe siècle pour ses écrits parmi les 1% les plus cités dans le domaine des sciences sociales. 
En 2022, il reçoit le Prix Vautrin-Lud. 

## Ouvrages principaux
- (en) The Regional World: Territory, Technology and Economic Development, Guilford, 1997
- (en) Keys to the City: How Economics, Institutions, Social Interaction, and Politics Shape Development, Princeton University Press, 2013
- (en) The Rise and Fall of Urban Economies: Lessons from San Francisco and Los Angeles, Stanford Business Books, 2015